# Neoblattella maculiventris
Neoblattella maculiventris es una especie de cucaracha del género Neoblattella, familia Ectobiidae.

## Distribución
Esta especie se encuentra en Perú y Bolivia.